# Kerekes Viktória
Kerekes Viktória (Budapest, 1970. június 21. –) magyar színésznő.

## Életpályája
1988-ban érettségizett Szentesen, a Horváth Mihály Gimnázium dráma tagozatán. Első próbálkozásra vették fel a Színház- és Filmművészeti Főiskolára, ahol 1992-ben diplomázott Kerényi Imre osztályában, prózai színész szakon. Mesterei: Törőcsik Mari és Kiss Mari. Közvetlenül a Főiskola elvégzése után a budapesti Katona József Színházhoz szerződött. 1993 és 1995 között a Budapesti Kamaraszínház, 1995 és 1998 között a kecskeméti Katona József Színház színésznője volt. 1999-ben a Madách Színház társulatához szerződött, 2004-2017 között az Örkény István Színház társulatának tagja. 2005-ben szerepet kapott a Jóban Rosszban című televíziós sorozatban. Szerepe a 2009-es tömeges elbocsátáskor megszűnt.

## Színházi szerepei
A Színházi adattárban regisztrált bemutatóinak száma: 48.
- Alan Benett: Hölgy a furgonban... Pauline
- Anton Pavlovics Csehov: Ványa bácsi... Jelena Andrejevna
- Anton Pavlovics Csehov: Három nővér... Mása
- D. R. Wilde: Mennyből az angyal... Doris Rheingold
- Eisemann Mihály: Én és a kisöcsém... Vadász Frici
- Hubay Miklós–Vas István: Egy szerelem három éjszakája... Júlia
- Howard Barker: Jelenetek egy kivégzésből... Rivera
- Karinthy Frigyes: Frici... Böhm Aranka
- Neil Simon: Furcsa Pár – női változat... Mickey
- Ödön von Horváth: Kasimir és Karoline... Karoline
- Patrick Marber: Closer... Anna
- Umberto Eco: A rózsa neve... Lány
- Valentyin Petrovics Katajev: A kör négyszögesítése... Tonya
- William Shakespeare: Vízkereszt, vagy amit akartok... Olívia
- Georges Feydeau: A hülyéje... Lucienne
- Molnár Ferenc: Az ibolya... Márkus kisasszony
- Molnár Ferenc: Az üvegcipő... Roticsné
- Dömötör András: Blogvadászat - A Zsírember
- Aki Kaurismäki: Bohémélet... Mme Bernard; Nő Marcel ágyában; Gassot titkárnője; Pincérnő; Eladónő; Ápolónő
- Kárpáti Péter: Búvárszínház... Rózsi
- Babits Mihály: Dagály
- Patrick Marber: Egymásban... Anna
- Devecseri Gábor-Könczei Árpád: Élektra... Kar
- Tasnádi István: Finito... Reszlik Hajnalka, riporter
- Heinrich von Kleist: Homburg herceg... Eliza, a választófejedelemné
- Tasnádi István-Várady Zsuzsa-Dömötör András: Kihagyhatatlan
- Örkény István: Magyar Panteon... Hubauerné
- Elfriede Jelinek: Mi történt, miután Nóra elhagyta a férjét, avagy a társaságok támaszai... Lindéné
- Bíró Krisztina: nőNYUGAT
- Kovalik Balázs: Odüsszeusz Tours... Pallasz Athéné
- Radnóti Miklós: Virrasztó éji felleg

## Szinkronszerepei
- Ne nézz vissza - További magyarhang
- Az éjjeliőr - Linda Thorpe (Susan Clark)
- James Bond 09.: Az aranypisztolyos férfi - Andrea Anders (Maud Adams)
- James Bond 13.: Polipka - Polipka (Maud Adams)
- Amit szerelemnek hívnak - Linda Lue Linden (Sandra Bullock)
- Arlette szerencséje - Lucie (Armelle)
- Minden héten háború. - Vanessa Struthers (Lela Rochon)
- Temetetlen múlt - További magyarhang
- A vörös bolygó - Lucy, az űrhajó számítógépe (hang)
- Fejcserés támadás - További magyarhang
- A Skorpiókirály - További magyarhang
- Cennet - Arzu Soyer/Dzsavidan Yilmaz - Esra Ronabar

## Film- és tévészerepei
- Még ilyet! / Showbálvány – tévé-show
- Glóbusz – tv-sorozat, 1992
- Kis Romulusz – tv-sorozat, 1993
- Szerepcsere – kanadai tévéfilm, 1994
- Carla – kisjátékfilm, 2001
- Max – amerikai játékfilm, 2001
- Megy a gőzös -magyar film, 2007
- Jóban Rosszban - magyar sorozat, 2005-2009
- Anyám és más futóbolondok a családból – színes magyar játékfilm, 2015
- A tanár - magyar sorozat, 2019
- Apatigris - magyar sorozat, 2021

## Díjai
- Arany Rózsa-díj, (1996)
- Legjobb színész (Kecskeméti Katona József Színház (1997)